# Ho cercato il tuo nome (film)
Ho cercato il tuo nome (The Lucky One) è un film del 2012, diretto da Scott Hicks. Il soggetto del film è tratto dall'omonimo romanzo di Nicholas Sparks.

## Trama
Logan Thibault è un sergente dei Marines che, di ritorno dalla sua terza missione in Iraq congedato con onore, decide di mettersi alla ricerca dell'unica cosa che crede gli abbia consentito di restare in vita: una foto da lui trovata che ritrae una donna a lui sconosciuta. Si reca ad Hamden, in Louisiana, nel luogo in cui la foto è stata scattata e, dopo avere scoperto che il suo nome è Beth (Elizabeth), pur di starle accanto, finisce col lavorare nel canile gestito dalla nonna di lei, Ellie. Nonostante l'iniziale diffidenza di lei, dovuta al fatto che Logan ha raggiunto quella città a piedi dal Colorado con la sola compagnia del suo cane Zeus, fra i due nasce una profonda e meravigliosa storia d'amore. Beth vede in Logan l'uomo perfetto per lei, non soltanto per il suo carattere sincero e per la sua grande capacità di ascoltare ma soprattutto per il modo in cui si relaziona al figlio Ben, un ragazzino molto sveglio e intelligente nato dal prematuro matrimonio di lei con Keith Clayton, vicesceriffo della città, uomo superficiale e arrogante, che non perde occasione per mettere in luce le debolezze del figlio e per minacciare gli uomini con i quali esce Beth.
Il legame indissolubile formatosi tra Elizabeth e Logan sarà più forte di qualunque difficoltà e dimostrerà a tutti che sentimenti veri e autentici sono ancora possibili.

## Riconoscimenti
- 2012 - Teen Choice Awards
  - Miglior film drammatico
  - Miglior attore in un film drammatico a Zac Efron
  - Miglior attore in un film romantico a Zac Efron
  - Nomination Miglior film romantico
  - Nomination Miglior attrice in un film romantico a Taylor Schilling
  - Nomination Miglior bacio a Zac Efron e Taylor Schilling
- 2013 - Young Artist Awards
  - Nomination Miglior attore giovane 10 anni o meno a Riley Thomas Stewart
- 2013 - BMI Film & TV Award
  - Miglior colonna sonora a Mark Isham
- 2012 - Golden Trailer Awards
  - Miglior poster romantico
  - Nomination Miglior film romantico
  - Nomination Miglior spot TV romantico
- 2013 - People's Choice Awards
  - Miglior attore in un film drammatico a Zac Efron
  - Nomination Miglior film drammatico